# Friedrich von Esmarch

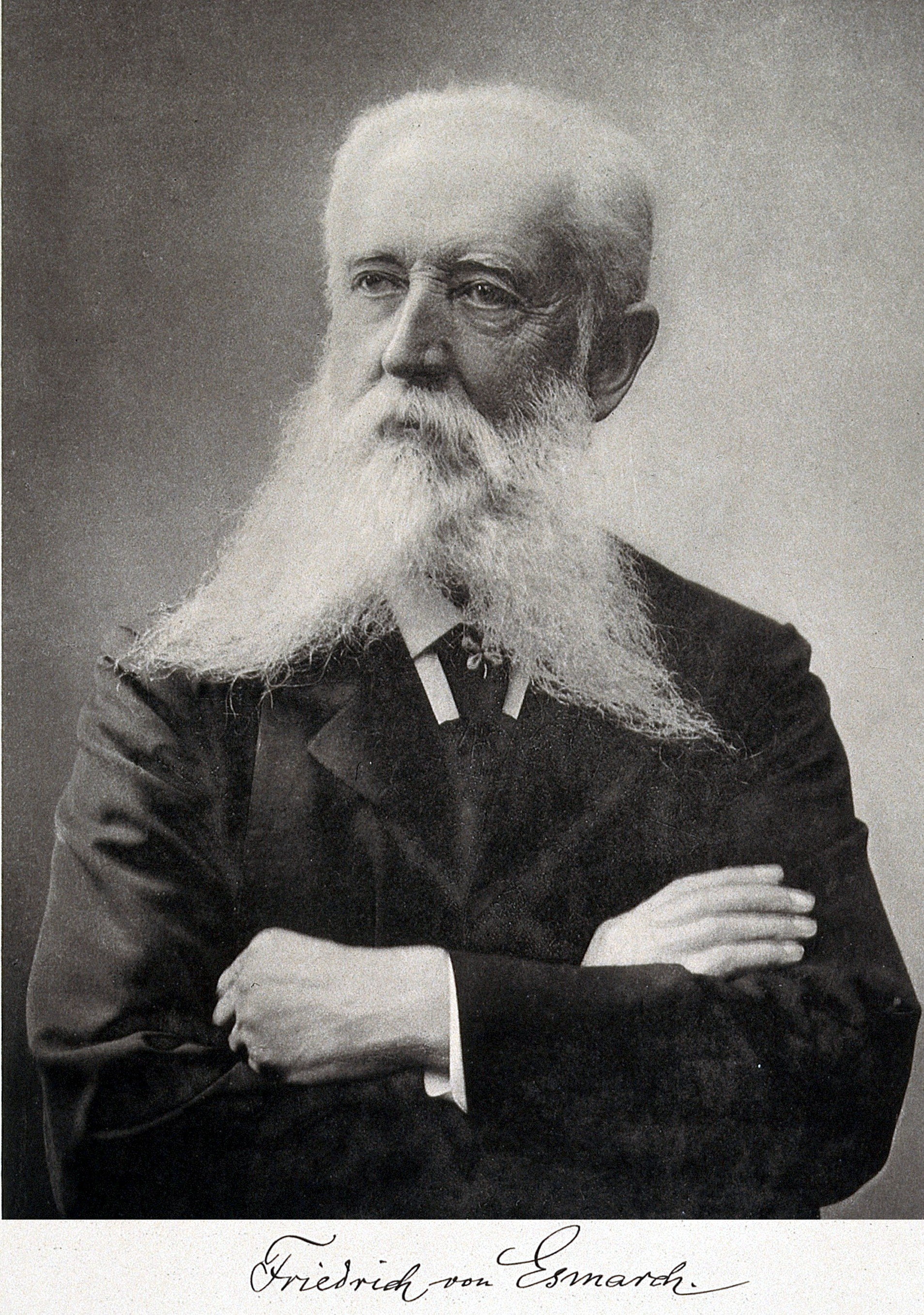
Friedrich von Esmarch

Johann Friedrich August Esmarch, seit 1887 von Esmarch (* 9. Januar 1823 in Tönning; † 23. Februar 1908 in Kiel), war ein deutscher Chirurg und Begründer des zivilen Samariterwesens in Deutschland.

## Leben
Friedrich Esmarch stammte aus einer alten schleswig-holsteinischen Pastoren- und Juristenfamilie. Seine Eltern waren der Physikus Theophilus Christian Casper Esmarch (1798–1864) und dessen Ehefrau Friederike Brigitte, geborene Homann. Bereits 1830 zog die Familie nach Rendsburg, wo der Vater als Arzt tätig war.

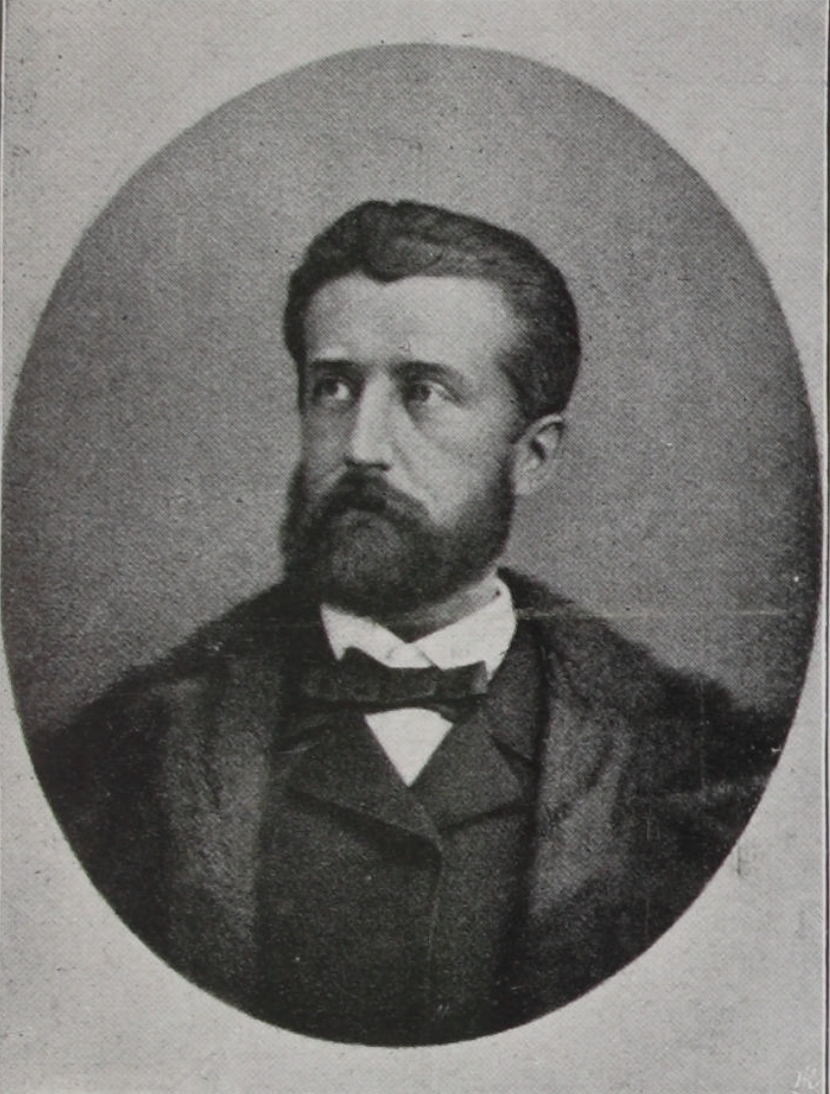
Friedrich von Esmarch

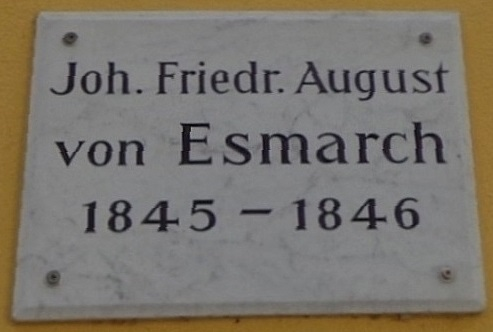
Göttinger Gedenktafel für Esmarch am Gebäude Goethe-Allee 4

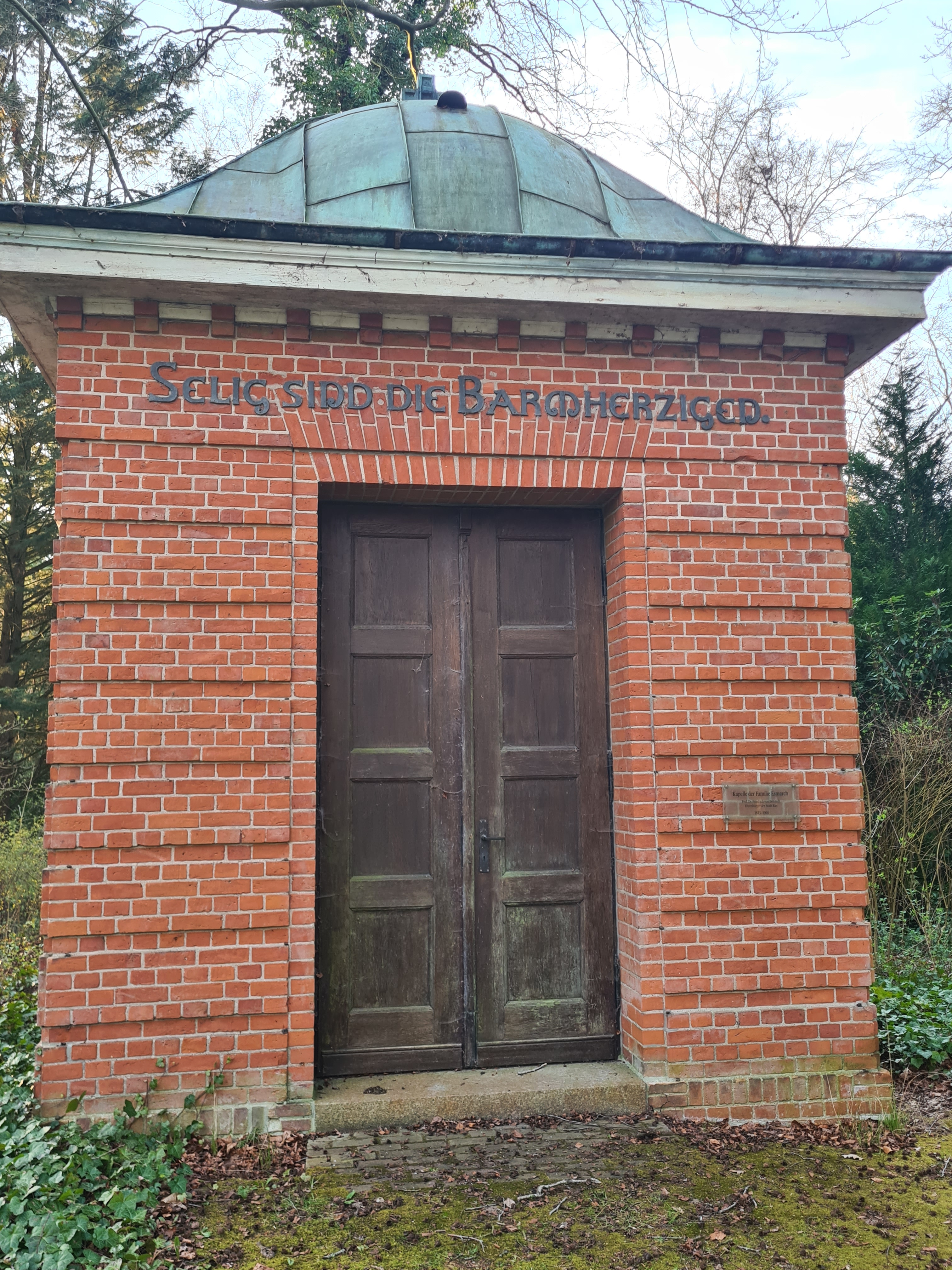
Das Grab von Friedrich von Esmarch in der Familienkapelle auf dem Parkfriedhof Eichhof

Esmarch studierte an der Christian-Albrechts-Universität zu Kiel Medizin und wurde Mitglied der Burschenschaft Teutonia zu Kiel. Er wechselte an die Georg-August-Universität Göttingen und hörte und assistierte Bernhard von Langenbeck. Im achten Semester musste er sein Studium unterbrechen, um im 1. schleswig-holsteinischen Befreiungskrieg als Leutnant des Turner- und Studentencorps und Adjutant des Kommandierenden des Jägercorps zu dienen; noch vor der ersten Schlacht von Langenbeck erhielt er ein Diplom als Arzt. In Göttingen wurde er 1848 zum Doktor der Medizin promoviert; 1849 habilitierte er sich für Chirurgie. Als Oberarzt II. Classe war er Assistent des Generalstabsarztes Louis Stromeyer. Ab 1854 war er als Nachfolger von Stromeyer in Kiel Ordinarius für Chirurgie und Augenheilkunde sowie Direktor des Friedrichshospitals in der Flämischen Straße. Sein Assistent war von 1886 bis 1890 der Chirurg August Bier. Kriegschirurgie und Erste Hilfe bildeten die Schwerpunkte in Esmarchs beruflichem Leben. In der Schleswig-Holsteinischen Erhebung und in den drei deutschen Einigungskriegen konnte er vielfältige Erfahrungen sammeln. Er führte das Verbandpäckchen und das Dreiecktuch 1879 ein, ebenso die Beinschienen und den Verbandtornister. In seiner Heimatstadt Tönning wurde er außerdem aufgrund seiner Erfindung des Eisbeutels als „Fiete Isbüdel“ bekannt. Die Erste Hilfe hatte er bereits in seiner vielfach aufgelegten Schrift Der erste Verband auf dem Schlachtfelde von 1869 propagiert.

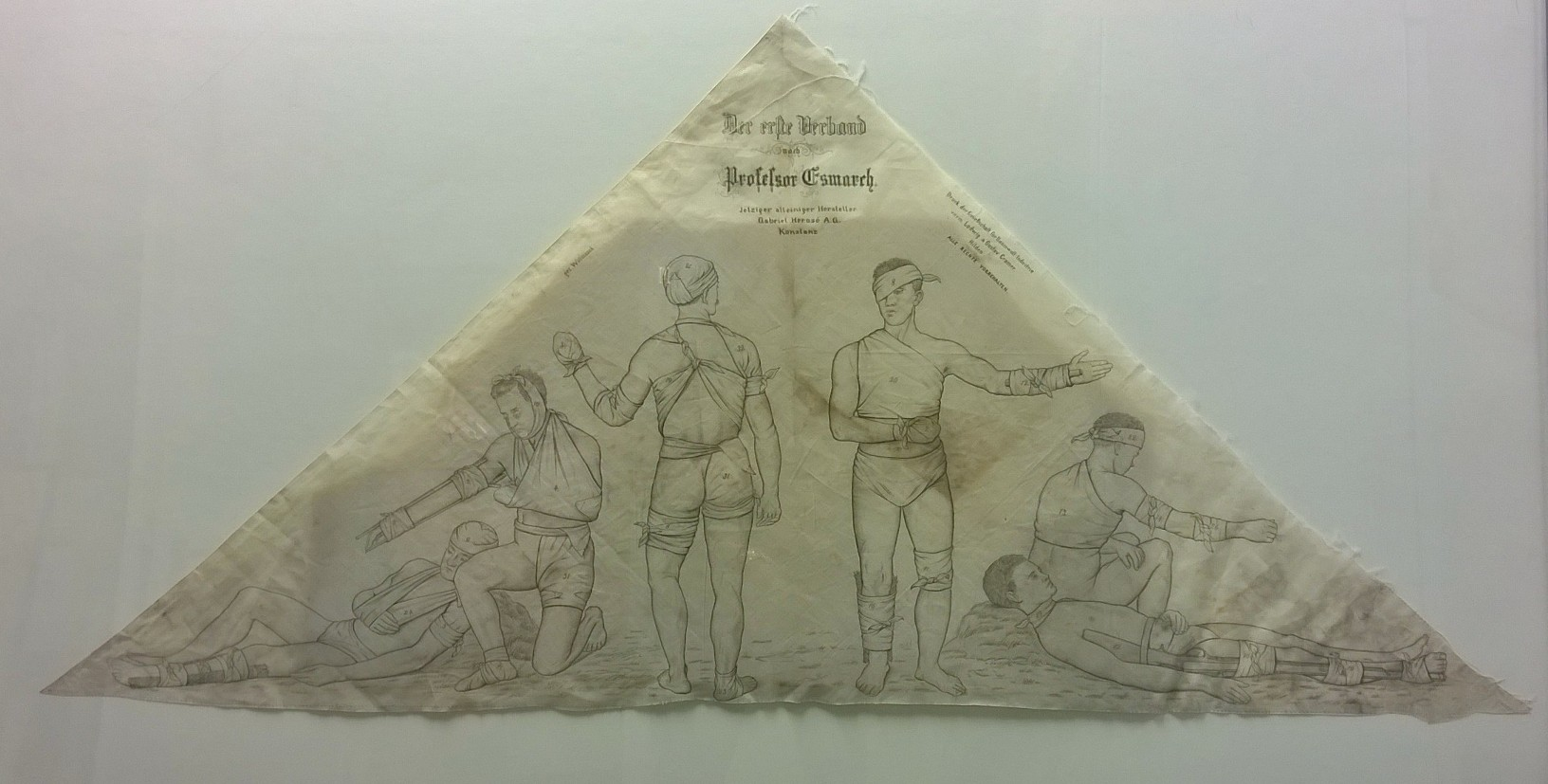
Dreieckstuch nach Esmarch

Von 1854 bis 1899 war er Direktor des Chirurgischen Universitätsklinikums, eine Stellung, die er für die Einführung vieler neuer Methoden nutzte. Als von Esmarch am 1. April 1899 emeritierte, wurde Heinrich Helferich sein Nachfolger als Direktor der chirurgischen Klinik.
Gemeinsam mit dem „Irrenarzt“ Peter Willers Jessen stellte er auf der Grundlage klinischer Studien 1857 als Erster die Vermutung auf, dass Syphilis Ursache der Neurolues sei. Im Deutsch-Französischen Krieg war er beratender Chirurg der Preußischen Armee. Er entwickelte sich zu einem der bedeutendsten Chirurgen des 19. Jahrhunderts. Auf ihn geht das Dreiecktuch zur Stütze bei Armverletzungen zurück und er entwickelte zwei wichtige Verfahren, die bis heute angewandt werden und seinen Namen tragen, den Esmarch-Handgriff und die 1873 publizierte „Esmarchsche Blutleere“, bei der die Extremitäten mittels einer elastischen Gummibinde ausgewickelt werden, wodurch der Blutverlust während Operationen reduziert werden kann. Die auf den von Etienne J. Morel (1674) angewandten Knebel zurückgehende künstliche Blutleere erkannte Esmarch in ihrer Bedeutung für die Versorgung von ausgedehnten Weichteilverletzungen.

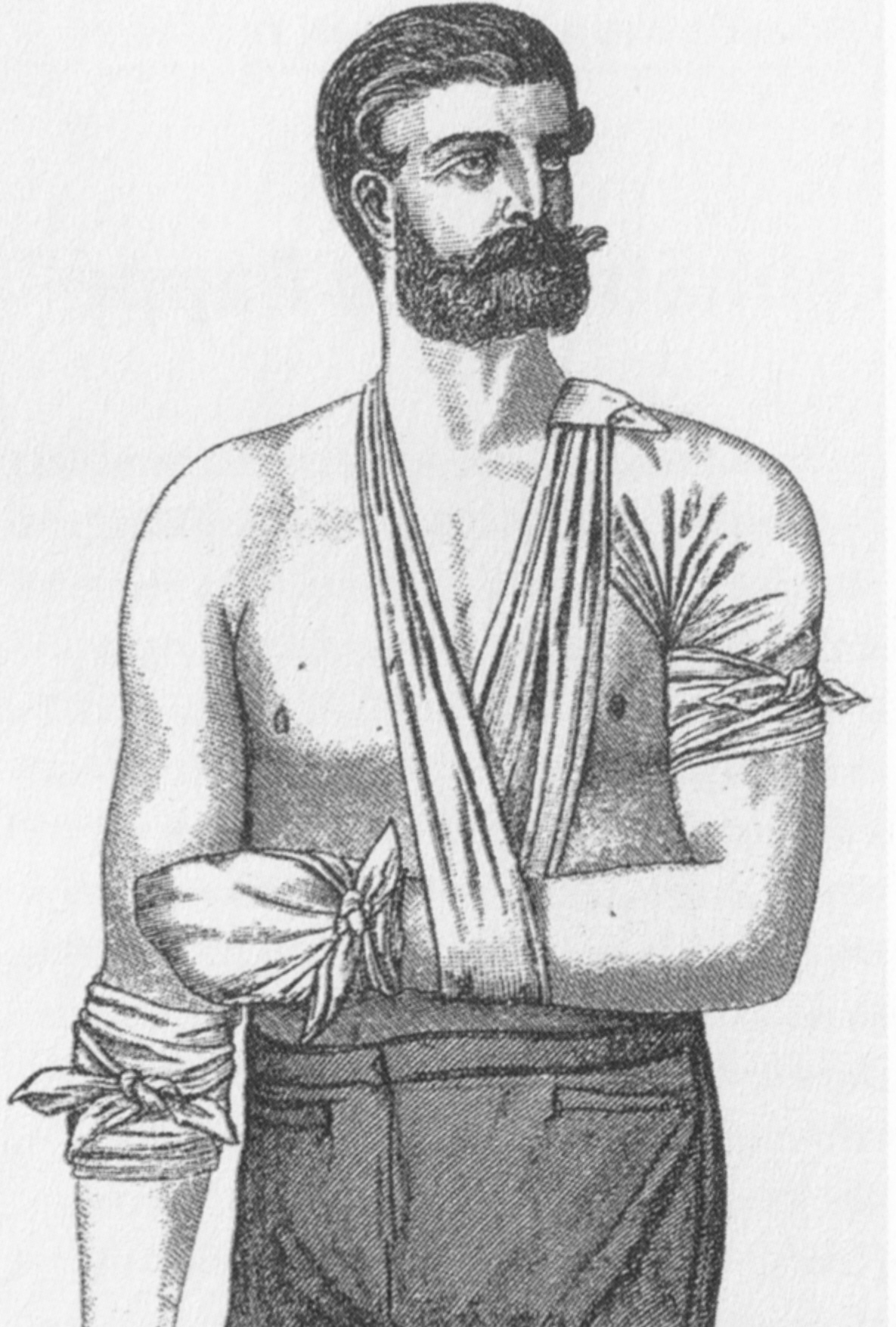
Einsatz des Dreieckstuchs: Abbildung um 1882

Esmarch war Generalarzt mit dem Rang als Generalmajor à la suite des Sanitätskorps, Geheimer Medizinalrat, Ehrenmitglied zahlreicher Fachverbände des In- und Auslands sowie Inhaber einer Reihe von Orden. 1853 heiratete Esmarch Anna Stromeyer, mit der er drei Kinder hatte. Seine Frau Anna erkrankte gegen Ende der 1860er Jahre an Tuberkulose und starb 1870. Zwei Jahre später verliebte sich eine Patientin, Prinzessin Henriette von Schleswig-Holstein-Sonderburg-Augustenburg, eine Tante der späteren Deutschen Kaiserin Auguste Viktoria, in ihn. Sie heirateten, und in Anerkennung seiner Verdienste wurde Esmarch 1887 durch Kaiser Wilhelm I. in den erblichen preußischen Adelsstand erhoben.

## Habilitanden
Bei Friedrich von Esmarch habilitierten sich für Chirurgie:
1. Jakob von Thaden (1857)
2. Carl Völckers (1862)
3. Christian Ferdinand Petersen (1870)
4. Gustav Adolf Neuber (1878)
5. August Bier (1889)
6. Richard Hölscher (1898)

## Ehrungen

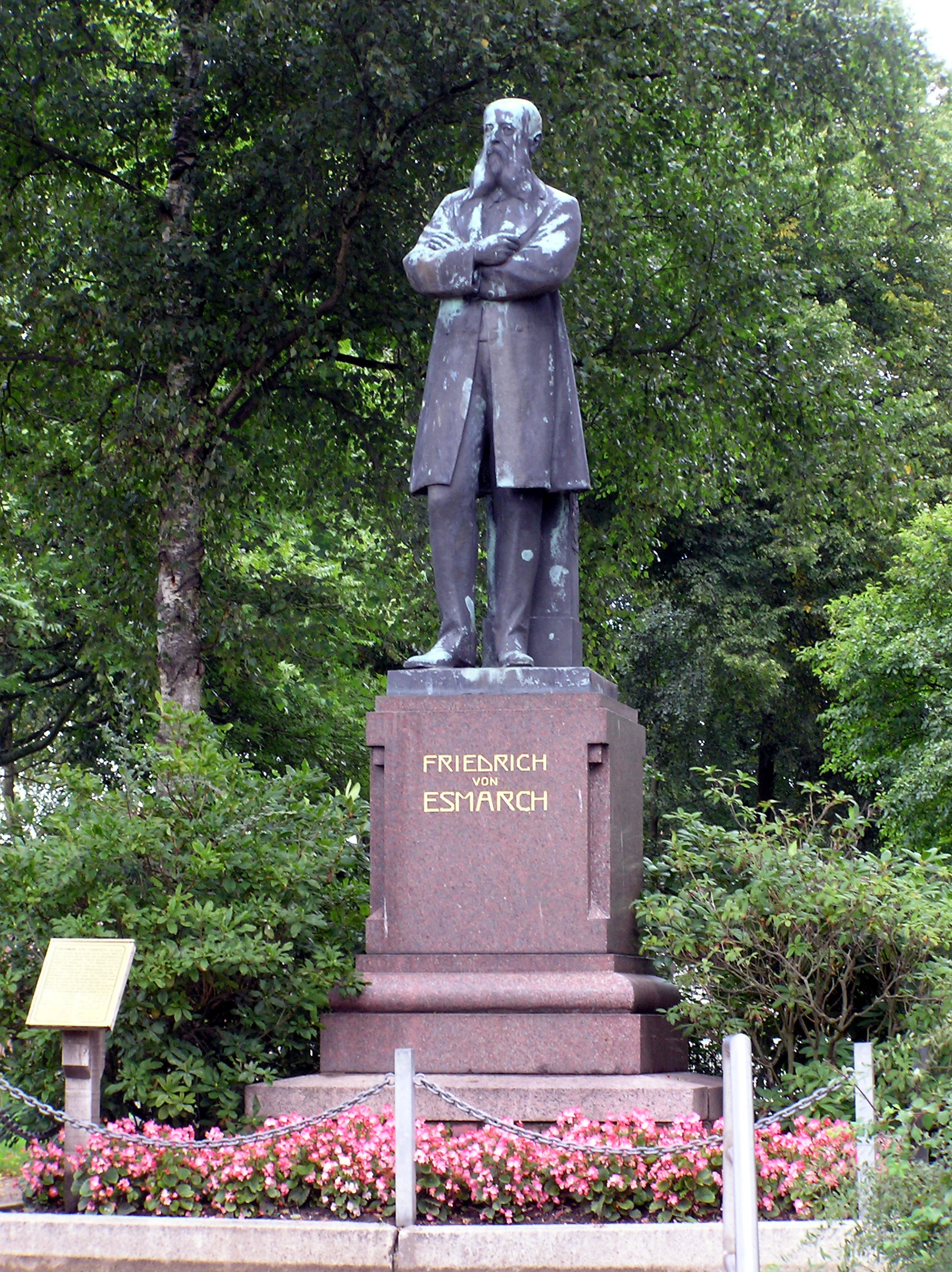
Esmarchs Standbild von Adolf Brütt in Tönning

- Mitglied der Gesellschaft Deutscher Naturforscher und Ärzte[17]
- Wahl in die Deutsche Akademie der Naturforscher Leopoldina (1882)
- Wirklicher Geheimer Rat mit dem Prädikat Exzellenz[18]
- Ehrenbürger von Tönning (4. Juni 1897)
- Auszeichnung mit dem Königlichen Kronenorden erster Klasse (1903)[19]
- Ehrenbürger von Kiel (1903)
- Noch zu Lebzeiten und in Anwesenheit des Geehrten wurde am 5. August 1905 in Tönning das von Adolf Brütt geschaffene Standbild enthüllt.[20]
- Ehrengrab auf dem Parkfriedhof Eichhof (Feld 27, Nr. 1).
- Esmarch-Straßen in Bad Segeberg, Berlin-Prenzlauer Berg, Sebaldsbrück, Elmshorn, Hamburg-Altona, Heide (Holst.), Kassel, Kiel, Düsseldorf, München und Münster.

## Begründer des Samariterwesens
Friedrich Esmarch hatte während seiner Teilnahme am Internationalen Hygiene-Kongress in London im Jahre 1881 die Einrichtungen der dortigen „St. John Ambulance Association“ kennengelernt. Diese Rettungsorganisation war bereits 1877 gegründet worden und hatte überall in England Sanitätsschulen eingerichtet und freiwillige Helfer für den Rettungs- und Sanitätsdienst ausgebildet. Um 1875 hatte Esmarch die Antisepsis in die Kriegschirurgie eingeführt.
Sofort nach seiner Heimkehr begann Esmarch Anfang 1882 mit den Vorbereitungen zu einem ersten deutschen Samariterkursus in Kiel. In diesem Zusammenhang entstand auch sein Werk Die erste Hülfe bei plötzlichen Unglücksfällen – Ein Leitfaden für Samariter-Schulen, das zu den bekanntesten Erste-Hilfe-Leitfäden gehörte, in den folgenden Jahrzehnten schließlich in fast 30 Sprachen übersetzt wurde und im Jahre 1931 seine 50. Auflage erlebte.
Es folgte am 5. Mai 1882 die Gründung des Deutschen Samariter-Vereins in Kiel. Im Unterschied zu seinem englischen Vorbild sollte der Kieler Verein nach dem Willen seiner Begründer aber nicht die Zentrale eines über das ganze Land verbreiteten Zweigvereinswesens sein, sondern lediglich als Vorbild für ähnliche Organisationen dienen, denen man mit Lehrmitteln oder allen erforderlichen Ratschlägen zur Seite stehen wollte. Als Folge der Anregung Friedrich von Esmarchs und nach dem Vorbild des Samariter-Vereines in Kiel wurden in verschiedenen deutschen Städten in den folgenden Jahren ebenfalls Samariterkurse veranstaltet bzw. weitere Samaritervereine gegründet. Vorsitzender des Berliner Zweigvereins wurde der Generaladjutant Kaiser Wilhelms I., General der Kavallerie Alfred Bonaventura von Rauch.

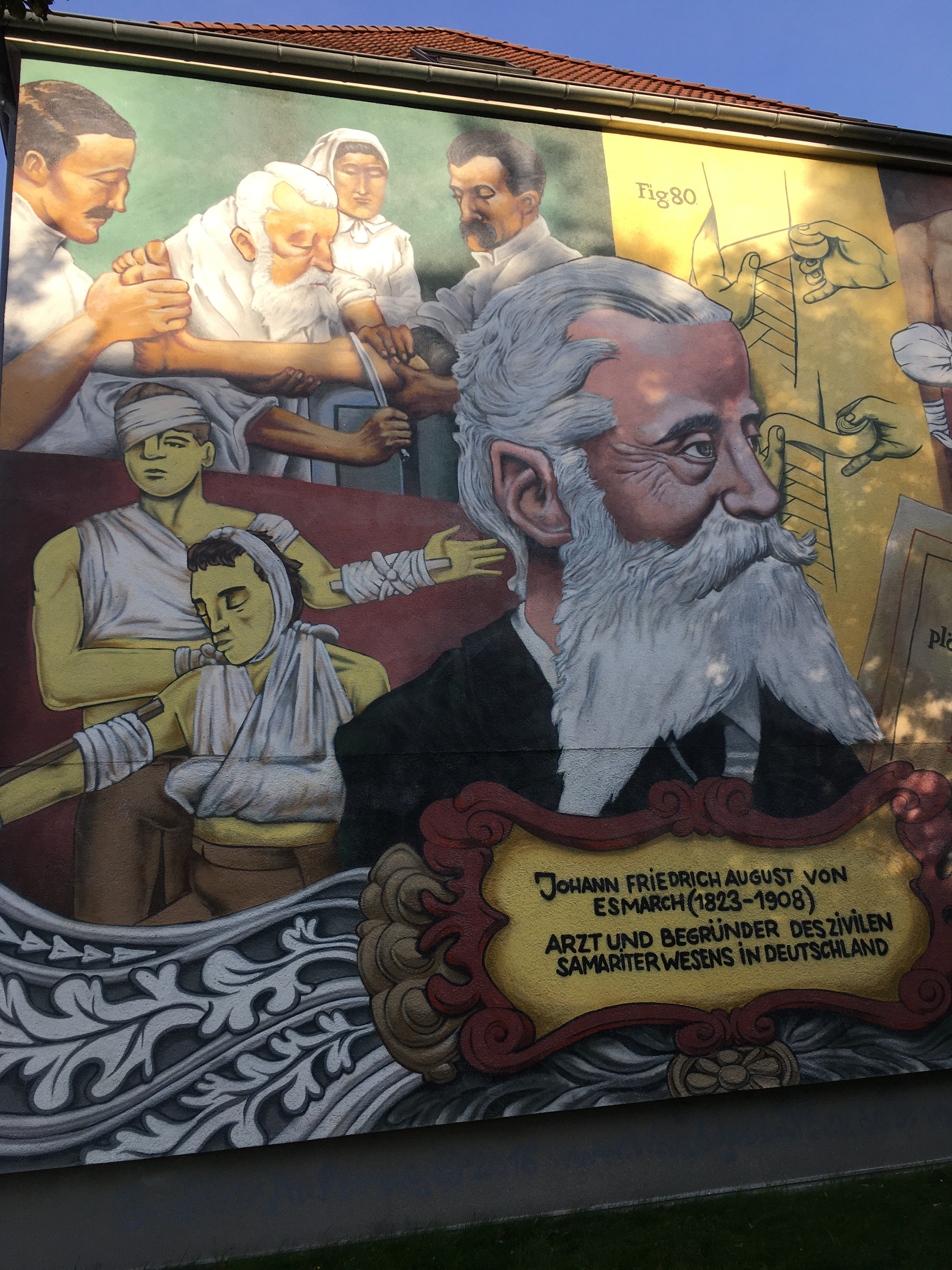
Wandbild zum Gedenken an von Esmarch

Als die Zahl der Samariterorganisationen in Deutschland zunahm, entwickelte sich das Bedürfnis, die unabhängig nebeneinander bestehenden Vereine zu einem Verband zu vereinigen, um einheitliche Grundsätze zu entwickeln und gegenüber anderen Vereinigungen und auch staatlichen Behörden und Institutionen geschlossener und kraftvoller auftreten zu können. Auf dem ersten deutschen Samariter-Tag in Berlin vom 18. bis 20. September 1896 wurde die offizielle Gründung des Deutschen Samariter-Bundes vollzogen, der ab 1908 den Namen „Deutsche Gesellschaft für Samariter- und Rettungswesen“ trug.
Ein Vertreter des Samariterwesens, der Sanitätsrat Leopold Henius (1841–1924) aus Berlin, hielt am 22. Juni 1900 auf dem deutschen Ärztetag in Freiburg im Breisgau einen Vortrag über Die Bedeutung des Samariter- und Rettungswesens für den deutschen Ärztestand. Im Anschluss an diesen Vortrag beschloss der deutsche Ärztetag folgende Leitsätze, mit denen die deutsche Samariterbewegung seitens der deutschen Ärzteschaft erstmals offiziell eine Bestätigung dessen erfuhr, was sie selbst seit ihrer Gründung immer wieder zu den Grundsätzen ihrer Bestrebungen erklärt hatte:
Die Ausübung der ersten Hilfe bei Unglücksfällen und plötzlichen Erkrankungen steht den Ärzten zu. Einheitliche Einrichtung des Rettungsdienstes gewährt am besten sichere und zweckmäßige ärztliche Hilfe.
Nur in denjenigen Fällen, in denen ärztliche Hilfe nicht sofort zu beschaffen ist, namentlich auf dem Lande und in kleinen Städten, ist die Hinzuziehung des Laienelements zulässig. Doch sollen sich die für die Leistung der ersten Hilfe eigens von Ärzten ausgebildeten Samariter darauf beschränken, dem Verletzten alles fernzuhalten, was ihm schaden könnte, und ihn möglichst schnell ärztlicher Versorgung zu übergeben. Die in großen Städten zu treffenden Einrichtungen zur Beschaffung erster ärztlicher Hilfe bei Unfällen oder plötzlichen Erkrankungen (Rettungswachen, Unfallstationen, Sanitätswachen) sollen von den städtischen Verwaltungen unterhalten oder finanziell sichergestellt werden. Sie entsprechen nur dann den Interessen des Publikums wie der Ärzte,
1. wenn sie bezüglich der Einrichtung und ihres Betriebes einer ärztlichen Oberleitung unterstehen;
2. wenn auf der Wache selbst oder am Orte des Unfalles resp. der Erkrankung die Hilfe von Ärzten geleistet wird;
3. wenn sie sich darauf beschränken, nur die erste und nur einmalige Hilfe zu gewähren;
4. wenn die Teilnahme am Rettungsdienst sämtlichen Ärzten gestattet wird, die sich bestimmten, vertragsmäßig festzusetzenden Bedingungen unterwerfen, welche den Standesvertretungen zur Genehmigung vorgelegt werden können;
5. wenn sie über geeignete Transportmittel verfügen, um Verletzte und Schwerkranke möglichst schnell und in zweckmäßiger Weise in ihre Wohnung oder in ein Krankenhaus zu schaffen;
6. wenn sie außer der Gewährung erster Hilfe keinerlei Nebenzwecke verfolgen;
7. wenn der Öffentlichkeit keinerlei Mitteilungen über Vorkommnisse bei den Verletzten und Erkrankten gemacht werden;
8. wenn Unbemittelten die Hilfe unentgeltlich, sonstigen Patienten nach den üblichen Taxsätzen geleistet wird.

## Schriften (Auswahl)
- mit Peter Willers Jessen: Syphilis und Geistesstörung. In: Allgemeine Zeitschrift für Psychiatrie. Band 14, 1857, S. 20–36.
- Der erste Verband auf dem Schlachtfelde. Schwers’sche Buchhandlung, Kiel/Leipzig 1869 (mdz-nbn-resolving.de, Digitalisat); 3. Auflage: Lipsius & Fischer, Kiel 1899.
- Verbandplatz und Feldlazareth: Vorlesungen für angehende Militairärzte. August Hirschwald, Berlin 1868. (archive.org, Digitalisat)
- Ueber den Kampf der Humanität gegen die Schrecken des Krieges. Ein Vortrag. Kiel 1869.
- Über künstliche Blutleere bei Operationen (= Volkmanns Sammlung klinischer Vorträge. Band 58). 1873.
- Die antiseptische Wundbehandlung in der Kriegschirurgie. 1876.
- Zur Resection des Schultergelenkes. 1877.
- Handbuch der kriegschirurgischen Technik. C. Rümpler, Hannover 1878 (auch Kiel 1893 und 1901).
- Die erste Hülfe bei plötzlichen Unglücksfällen. Ein Leitfaden für Samariter-Schulen in fünf Vorträgen. F. C. W. Vogel, Leipzig 1882; weitere Auflagen z. B. 1886, später unter dem Titel Die erste Hilfe bei plötzlichen Unglücksfällen. Ein Leitfaden für Samariter-Schulen in sechs Vorträgen. 1912, 1913 und 1931 (archive.org, Digitalisate).
- Die Axen und Ebenen des Körpers. Lipsius & Tischer, Kiel 1882.
- Zur Belehrung über das Sitzen der Schulkinder. Lipsius & Tischer, Kiel 1884.
- Schema zu Physiologie der Harnentleerung. Lipsius & Tischer, Kiel 1884.
- mit E. Kowalzig: Operationen an Brust, Bauch und Becken. Lipsius & Tischer, Kiel und Leipzig 1899.
- Operationen an Kopf und Hals. Lipsius & Tischer, Kiel und Leipzig 1899.
- als Herausgeber: Mittheilungen aus der Chirurgischen Klinik zu Kiel, 1884–1888, ZDB-ID 558428-0